# Friedhof Eisenstadt-Kleinhöflein

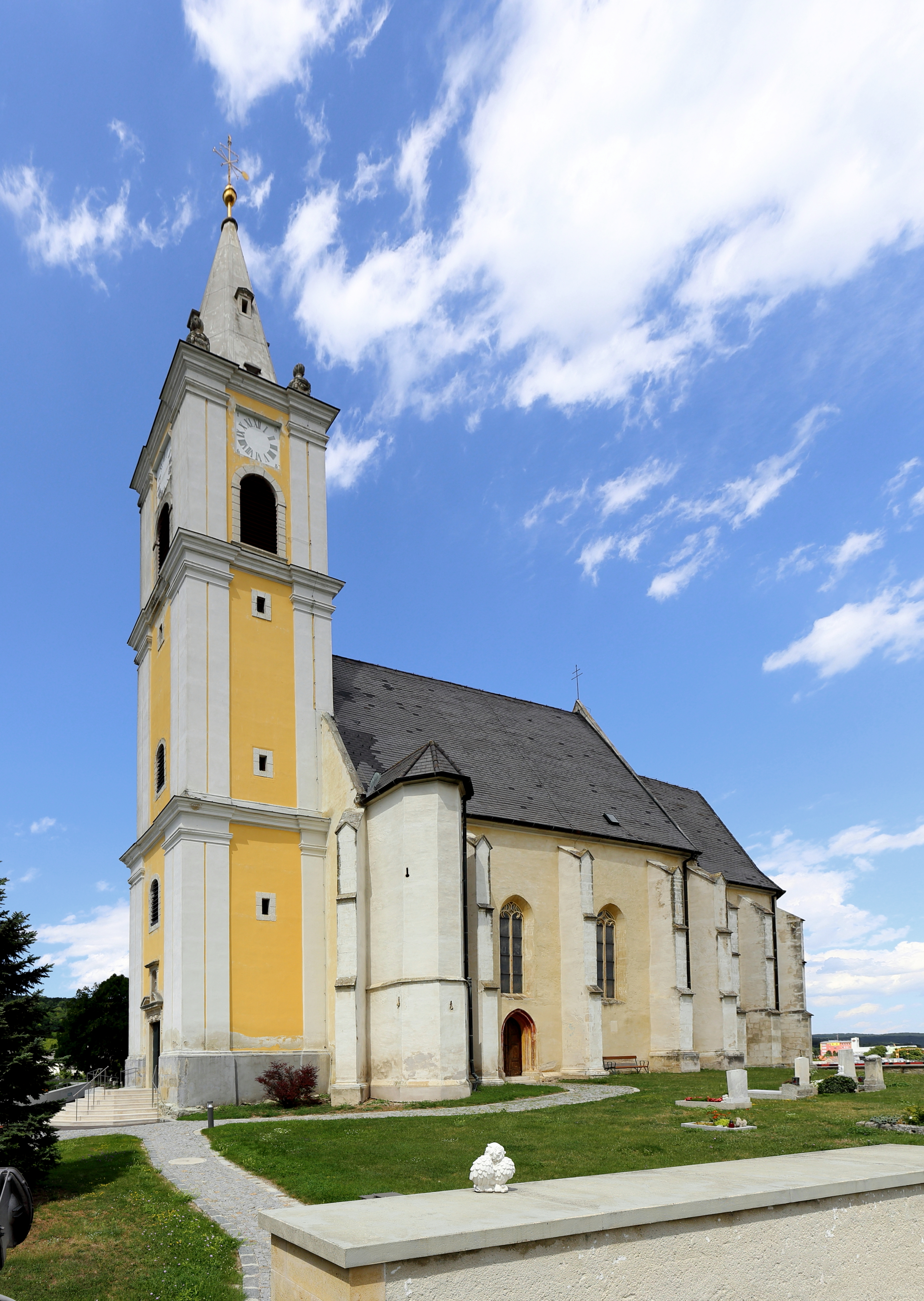
Friedhof und Pfarrkirche in Kleinhöflein

Der Friedhof Eisenstadt-Kleinhöflein befindet sich im Stadtteil Kleinhöflein im Burgenland der Landeshauptstadt Eisenstadt. Der Friedhof umschließt die Pfarrkirche Eisenstadt-Kleinhöflein und wird von der römisch-katholischen Pfarre verwaltet.

## Beschreibung
Der Friedhof befindet sich auf einem Hügel über dem Ort und ist von einer ehemaligen Wehrmauer umgeben.
Das Friedhofskreuz auf einem Steinpfeiler zeigt am ionischen Kapitell Totenköpfe um 1670.
Gräber
- Im Südteil des Friedhofes befindet sich ein Grabstein mit einer Steinpyramide mit einem Relief Salvator und Urne aus dem ersten Viertel des 19. Jahrhunderts.